# 第67回ニューヨーク映画批評家協会賞
第67回ニューヨーク映画批評家協会賞は、2001年の優秀な映画に贈られた賞である。2001年12月13日に贈られた。

## 受賞
- 作品賞:
  - 『マルホランド・ドライブ』

- 主演男優賞:
  - トム・ウィルキンソン - 『イン・ザ・ベッドルーム』

- 主演女優賞：
  - シシー・スペイセク - 『イン・ザ・ベッドルーム』

- 助演男優賞:
  - スティーヴ・ブシェミ - 『ゴーストワールド』

- 助演女優賞:
  - ヘレン・ミレン - 『ゴスフォード・パーク』

- 監督賞:
  - ロバート・アルトマン - 『ゴスフォード・パーク』

- 脚本賞:
  - ジュリアン・フェロウズ - 『ゴスフォード・パーク』

- 撮影賞:
  - クリストファー・ドイル、リー・ピンビン - 『花様年華』

- 第一回作品賞:
  - 『イン・ザ・ベッドルーム』

- 外国語映画賞:
  - 『花様年華』（ フランス 香港）

- ノン・フィクション映画賞:
  - The Gleaners and I

- アニメ映画賞:
  - 『ウェイキング・ライフ』

- 特別賞:
  - 『ローラ』、『天使の入り江』（ジャック・ドゥミ監督作品）